# (38314) 1999 RR112
1999 RR112 (asteroide 38314) é um asteroide da cintura principal. Possui uma excentricidade de 0.19128820 e uma inclinação de 6.23179º.
Este asteroide foi descoberto no dia 9 de setembro de 1999 por LINEAR em Socorro.